# Alpnach
Alpnach är en ort och kommun i kantonen Obwalden, Schweiz. Kommunen har 6 379 invånare (2023).
Alpnach består av ortsdelarna Alpnach Dorf, Schoried och Alpnachstad.